# Tulsa 66ers 2007-2008
La stagione 2007-08 dei Tulsa 66ers fu la 7ª nella NBA D-League per la franchigia.
I Tulsa 66ers arrivarono terzi nella Southwest Division con un record di 26-24, non qualificandosi per i play-off.

## Roster
| N° | Naz.                   | Ruolo | Sportivo          | Anno | Alt. | Peso |
| -- | ---------------------- | ----- | ----------------- | ---- | ---- | ---- |
|    | Stati Uniti (bandiera) | A     | David Noel        | 1984 | 198  | 104  |
|    | Stati Uniti (bandiera) | A     | Ronald Dupree     | 1981 | 201  | 95   |
|    | Stati Uniti (bandiera) | G     | Maurice Ager      | 1984 | 196  | 92   |
|    | Stati Uniti (bandiera) | G     | Russell Carter    | 1985 | 193  | 91   |
|    | Stati Uniti (bandiera) | G     | Derrick Dial      | 1975 | 193  | 83   |
|    | Stati Uniti (bandiera) | G     | Dwight Jones      | 1984 | 188  | 82   |
|    | Stati Uniti (bandiera) | G     | Freddy Robinson   | 1983 | 196  | 95   |
| 00 | Stati Uniti (bandiera) | A     | Chris Ellis       | 1984 | 206  | 121  |
| 7  | Stati Uniti (bandiera) | G     | Ramon Sessions    | 1986 | 191  | 86   |
| 10 | Stati Uniti (bandiera) | G     | Jason Fontenet    | 1982 | 178  | 76   |
| 21 | Stati Uniti (bandiera) | G     | Adam Harrington   | 1980 | 196  | 91   |
| 23 | Stati Uniti (bandiera) | G     | Jeremy Kelly      | 1982 | 196  | 93   |
| 24 | Stati Uniti (bandiera) | G     | Dwight Brewington | 1984 | 196  | 86   |
| 33 | Stati Uniti (bandiera) | C     | Keith Closs       | 1976 | 221  | 96   |
| 41 | Stati Uniti (bandiera) | A     | Glen McGowan      | 1981 | 206  | 104  |
| 42 | Stati Uniti (bandiera) | G     | Scott Merritt     | 1982 | 208  | 111  |
| 44 | Stati Uniti (bandiera) | A     | Nick Fazekas      | 1985 | 211  | 107  |
| 50 | Sudan (bandiera)       | C     | Mustafa Al-Sayyad | 1982 | 206  | 109  |
| 99 | Stati Uniti (bandiera) | A     | Mike Hall         | 1984 | 203  | 104  |

## Staff tecnico
- Allenatore: Joey Meyer
- Vice-allenatore: Aaron Swinson
- Preparatore atletico: John Joslin